# Amadou Seck
Pour les articles homonymes, voir Seck.
Amadou Seck, né le 10 janvier 1950 à Dakar, est un peintre sénégalais issu de la première génération de l'« École de Dakar ».

## Sélection d'œuvres
- Leuk Daour, 1982
- Les migrants, 1990
- Le génie du jeudi soir, 1995
- Le cavalier (Ngawar), 1995